# Europese kampioenschappen turnen 2024
De Europese kampioenschappen Artistieke Gymnastiek voor mannen en vrouwen werden van 24 april tot en met 5 mei 2024 gehouden in Rimini, Italië.
Deze competitie was een van de laatste kansen om te kwalificeren voor de Olympische Spelen in Parijs. Bij de vrouwen ging het ticket naar de Belgische Maellyse Brassart en bij de mannen naar Marios Georgiou uit Cyprus.

## Medailles

### Vrouwen
| Onderdeel     | Goud | Goud                                                                   | Zilver | Zilver                                                                   | Brons | Brons                                                                        |
| ------------- | ---- | ---------------------------------------------------------------------- | ------ | ------------------------------------------------------------------------ | ----- | ---------------------------------------------------------------------------- |
| Team          | ITA  | Angela Andreoli Alice D'Amato Asia D'Amato Manila Esposito Elisa Iorio | GBR    | Becky Downie Ruby Evans Georgia-Mae Fenton Alice Kinsella Abigail Martin | FRA   | Marine Boyer Lorette Charpy Coline Devillard Morgane Osyssek Ming van Eijken |
| Meerkamp      | ITA  | Manila Esposito                                                        | ITA    | Alice D'Amato                                                            | GBR   | Alice Kinsella                                                               |
| Sprong        | FRA  | Coline Devillard                                                       | HUN    | Valentina Georgieva                                                      | FRA   | Ming van Eijken                                                              |
| Brug ongelijk | ITA  | Alice D'Amato                                                          | ITA    | Elisa Iorio                                                              | GBR   | Georgia-Mae Fenton                                                           |
| Balk          | NED  | Sanne Wevers                                                           | ITA    | Manila Esposito                                                          | HUN   | Zsófia Kovács                                                                |
| Vloer         | ITA  | Manila Esposito                                                        | ROU    | Sabrina Voinea                                                           | ITA   | Angela Andreoli                                                              |

### Mannen
| Onderdeel       | Goud | Goud                                                                        | Zilver | Zilver                                                            | Brons | Brons                                                                             |
| --------------- | ---- | --------------------------------------------------------------------------- | ------ | ----------------------------------------------------------------- | ----- | --------------------------------------------------------------------------------- |
| Team            | UKR  | Nazar Chepurnyi Illia Kovtun Igor Radivilov Radomyr Stelmakh Oleg Verniaiev | GBR    | Joe Fraser James Hall Harry Hepworth Jake Jarman Courtney Tulloch | ITA   | Yumin Abbadini Lorenzo Minh Casali Matteo Levantesi Marco Lodadio Mario Macchiati |
| Meerkamp        | CYP  | Marios Georgiou                                                             | UKR    | Oleg Verniaiev                                                    | ITA   | Yumin Abbadini                                                                    |
| Vloer           | GBR  | Luke Whitehouse                                                             | ISR    | Artem Dolgopyat                                                   | HUN   | Krisztofer Mészáros                                                               |
| Paard (voltige) | IRL  | Rhys McClenaghan                                                            | NED    | Loran de Munck                                                    | CYP   | Marios Georgiou                                                                   |
| Ringen          | GRE  | Eleftherios Petrounias                                                      | AZE    | Nikita Simonov                                                    | TUR   | Adem Asil                                                                         |
| Sprong          | GBR  | Jake Jarman                                                                 | ARM    | Artur Davtyan                                                     | UKR   | Nazar Chepurnyi                                                                   |
| Brug            | UKR  | Illja Kovtoen                                                               | CYP    | Marios Georgiou                                                   | SUI   | Noe Seifert                                                                       |
| Rekstok         | UKR  | Illja Kovtoen                                                               | LTU    | Robert Tvorogal                                                   | CYP   | Marios Georgiou                                                                   |

1955 ·
1957 ·
1959 ·
1961 ·
1963 ·
1965 ·
1967 ·
1969 ·
1971 ·
1973 ·
1975 ·
1977 ·
1979 ·
1981 ·
1983 ·
1985 ·
1987 ·
1989 ·
1990 ·
1992 ·
1994 ·
1996 ·
1998 ·
2000 ·
2002 ·
2004 ·
2005 ·
2006 ·
2007 ·
2008 ·
2009 ·
2010 ·
2011 ·
2012 ·
2013 ·
2014 ·
2015 ·
2016 ·
2017 ·
2018 ·
2019 ·
2020 ·
2021 · 
2022 · 
2023 · 
2024 · 
2025
1957 ·
1959 ·
1961 ·
1963 ·
1965 ·
1967 ·
1969 ·
1971 ·
1973 ·
1975 ·
1977 ·
1979 ·
1981 ·
1983 ·
1985 ·
1987 ·
1989 ·
1990 ·
1992 ·
1994 ·
1996 ·
1998 ·
2000 ·
2002 ·
2004 ·
2005 ·
2006 ·
2007 ·
2008 ·
2009 ·
2010 ·
2011 ·
2012 ·
2013 ·
2014 ·
2015 ·
2016 ·
2017 ·
2018 · 
2019 ·
2020 · 
2021 · 
2022 · 
2023 · 
2024 · 
2025
1969 ·
1971 ·
1973 ·
1975 ·
1977 ·
1979 ·
1981 ·
1983 ·
1985 ·
1987 ·
1989 ·
1991 ·
1993 ·
1995 ·
1997 ·
1998 · 
2000 ·
2002 ·
2004 ·
2006 ·
2008 ·
2010 ·
2012 · 
2014 ·
2016 ·
2018 ·
2021 ·
2022 ·
2024
1978 ·
1980 ·
1982 ·
1984 ·
1986 ·
1988 ·
1990 ·
1992 ·
1993 ·
1994 ·
1995 ·
1996 ·
1997 ·
1998 ·
1999 ·
2000 ·
2001 ·
2002 ·
2003 ·
2004 ·
2005 ·
2006 ·
2007 ·
2008 ·
2009 ·
2010 ·
2011 ·
2012 ·
2013 ·
2014 ·
2015 ·
2016 ·
2017 ·
2018 · 
2019 ·
2020 ·
2021 ·
2022 ·
2023
1978 ·
1979 ·
1980 ·
1982 ·
1984 ·
1985 ·
1986 ·
1987 · 
1988 ·
1989 ·
1990 ·
1991 ·
1992 ·
1993 ·
1994 ·
1995 ·
1996 ·
1997 ·
1999 ·
2001 ·
2003 ·
2005 ·
2007 ·
2009 ·
2011 ·
2013 ·
2015 ·
2017 ·
2019 ·
2021 ·
2023
1999 ·
2001 ·
2003 ·
2005 ·
2007 ·
2009 ·
2011 ·
2013 ·
2015 ·
2017 ·
2019 ·
2021 ·
2023